# 芝山町
芝山町（日语：／ Shibayama machi */?）是千葉縣山武郡的一町。依據國家構造改革特別區域法，2003年4月21日指定為國際機場特區。往成田市的通勤率為18.6%（平成22年國勢調査）。

## 地理
位於成田機場南側，町內有部分為機場用地。芝山町全部都在成田機場起降航道下方，由於飛機起降高度低，使得本町成為噪音汙染最大的自治體。
町域全體屬丘陵地，居民多以農業為主。

### 鄰接自治體
- 成田市
- 富里市
- 山武市
- 山武郡橫芝光町
- 香取郡多古町

## 歷史
- 本地已發現5世紀至7世紀的古墳群（日语：芝山古墳群）。
- 「芝山」來自於南部的天台宗寺院「芝山仁王尊（日语：観音教寺）」。芝山仁王尊傳聞建於奈良時代前期。
- 芝山仁王尊在江戶時代以前與成田市的成田山新勝寺並列。過去曾規劃通過芝山的鐵道路線，但未能實現。在成田開始建造鐵道後（20世紀初），兩地參拜客數差距逐漸拉開。

### 近世
- 1889年（明治22年）4月1日 - 町村制施行，武射郡（日语：武射郡）二川村（日语：二川村 (千葉県山武郡)）與武射郡千代田村（日语：千代田村 (千葉県)）成立。
- 1955年（昭和30年）7月1日 - 山武郡二川村與山武郡千代田村合併成立山武郡芝山町。
- 1966年（昭和41年）7月4日 - 閣議通過三里塚機場建設促進決議案。新東京國際機場建設預定地為千葉縣成田市三里塚（日语：三里塚）宮內廳下總御料牧場（日语：宮内庁下総御料牧場）。
  - 7月20日 - 三里塚芝山聯合機場反對同盟（日语：三里塚芝山連合空港反対同盟）成立，反對鬥爭白熱化。
- 1978年（昭和53年）5月20日 - 新東京國際機場（現成田國際機場）啟用。
- 1985年（昭和60年）3月24日 - 芝山町、成田市、佐倉市、榮町指定為國家國際觀光示範區。
- 1997年（平成9年）12月7日 - 三里塚芝山聯合機場反對同盟前成員相川勝重（日语：相川勝重）[1][2]當選町長。
- 2002年（平成14年）10月27日 - 芝山鐵道芝山鐵道線開通。同時芝山千代田站開業。

### 行政區域變遷
- 變遷年表

| 芝山町町域變遷（年表） | 芝山町町域變遷（年表） | 芝山町町域變遷（年表） |
| 年                     | 月日                   | 現芝山町町域相關行政區域變遷 |
| ---------------------- | ---------------------- | --- |
| 1889年（明治22年）     | 4月1日                 | 町村制施行，成立以下各村。 - 武射郡 - 千代田村 ← 大里村、菱田村、香山新田、朝倉村、岩山村、飯櫃村、小原子村、山田村 - 二川村 ← 柴山村、小池村、山中村、殿部田村、高谷村、境村、宮崎村、新井田村・ 新井田新田、上吹入村、下吹入村、牧野村、高田村、大台村與 高田村外二村入會地 |
| 1897年（明治30年）     | 4月1日                 | 武射郡與山邊郡合併成立山武郡。 |
| 1953年（昭和28年）     |                        | 遠山村一部分（駒井野一部分）編入千代田村。 |
| 1955年（昭和30年）     | 7月1日                 | 二川村、千代田村合併成立芝山町。 |

- 變遷表

| 芝山町町域變遷表 | 芝山町町域變遷表 | 芝山町町域變遷表 | 芝山町町域變遷表    | 芝山町町域變遷表 | 芝山町町域變遷表          | 芝山町町域變遷表    | 芝山町町域變遷表      | 芝山町町域變遷表 | 芝山町町域變遷表 |
| 1868年 以前      | 1868年 以前      | 1868年 以前      | 明治元年 - 明治22年 | 明治22年 4月1日  | 明治22年 - 昭和19年       | 明治22年 - 昭和19年 | 昭和20年 - 昭和64年   | 平成元年 - 現在  | 現在             |
| ---------------- | ---------------- | ---------------- | ------------------- | ---------------- | ------------------------- | ------------------- | --------------------- | ---------------- | ---------------- |
| 武射郡           |                  | 東加茂村         | 明治8年 大里村      | 千代田村         | 明治30年4月1日 山武郡成立 | 千代田村            | 昭和30年7月1日 芝山町 | 芝山町           | 芝山町           |
| 武射郡           | 西加茂村         |                  | 明治8年 大里村      | 千代田村         | 明治30年4月1日 山武郡成立 | 千代田村            | 昭和30年7月1日 芝山町 | 芝山町           | 芝山町           |
| 武射郡           | 白升村           |                  | 明治8年 大里村      | 千代田村         | 明治30年4月1日 山武郡成立 | 千代田村            | 昭和30年7月1日 芝山町 | 芝山町           | 芝山町           |
| 武射郡           | 坂志岡村         |                  | 明治8年 大里村      | 千代田村         | 明治30年4月1日 山武郡成立 | 千代田村            | 昭和30年7月1日 芝山町 | 芝山町           | 芝山町           |
| 武射郡           | 住母毛村         |                  | 明治8年 大里村      | 千代田村         | 明治30年4月1日 山武郡成立 | 千代田村            | 昭和30年7月1日 芝山町 | 芝山町           | 芝山町           |
| 武射郡           | 稻葉村           |                  | 明治8年 大里村      | 千代田村         | 明治30年4月1日 山武郡成立 | 千代田村            | 昭和30年7月1日 芝山町 | 芝山町           | 芝山町           |
| 武射郡           | 菱田村           |                  |                     | 千代田村         | 明治30年4月1日 山武郡成立 | 千代田村            | 昭和30年7月1日 芝山町 | 芝山町           | 芝山町           |
| 武射郡           | 香山新田         |                  |                     | 千代田村         | 明治30年4月1日 山武郡成立 | 千代田村            | 昭和30年7月1日 芝山町 | 芝山町           | 芝山町           |
| 武射郡           |                  | 岩山村           | 明治元年 岩山村     | 千代田村         | 明治30年4月1日 山武郡成立 | 千代田村            | 昭和30年7月1日 芝山町 | 芝山町           | 芝山町           |
| 武射郡           | 岩山村新田       |                  | 明治元年 岩山村     | 千代田村         | 明治30年4月1日 山武郡成立 | 千代田村            | 昭和30年7月1日 芝山町 | 芝山町           | 芝山町           |
| 武射郡           | 飯櫃村           |                  |                     | 千代田村         | 明治30年4月1日 山武郡成立 | 千代田村            | 昭和30年7月1日 芝山町 | 芝山町           | 芝山町           |
| 武射郡           | 小原子村         |                  |                     | 千代田村         | 明治30年4月1日 山武郡成立 | 千代田村            | 昭和30年7月1日 芝山町 | 芝山町           | 芝山町           |
| 武射郡           | 山田村           |                  |                     | 千代田村         | 明治30年4月1日 山武郡成立 | 千代田村            | 昭和30年7月1日 芝山町 | 芝山町           | 芝山町           |
| 武射郡           |                  | 柴山村           | 柴山村              | 二川村           | 明治30年4月1日 山武郡成立 | 二川村              | 昭和30年7月1日 芝山町 | 芝山町           | 芝山町           |
| 武射郡           | 小池村           |                  |                     | 二川村           | 明治30年4月1日 山武郡成立 | 二川村              | 昭和30年7月1日 芝山町 | 芝山町           | 芝山町           |
| 武射郡           | 山中村           |                  |                     | 二川村           | 明治30年4月1日 山武郡成立 | 二川村              | 昭和30年7月1日 芝山町 | 芝山町           | 芝山町           |
| 武射郡           | 殿部田村         |                  |                     | 二川村           | 明治30年4月1日 山武郡成立 | 二川村              | 昭和30年7月1日 芝山町 | 芝山町           | 芝山町           |
| 武射郡           | 高谷村           |                  |                     | 二川村           | 明治30年4月1日 山武郡成立 | 二川村              | 昭和30年7月1日 芝山町 | 芝山町           | 芝山町           |
| 武射郡           | 境村             |                  |                     | 二川村           | 明治30年4月1日 山武郡成立 | 二川村              | 昭和30年7月1日 芝山町 | 芝山町           | 芝山町           |
| 武射郡           | 宮崎村           |                  |                     | 二川村           | 明治30年4月1日 山武郡成立 | 二川村              | 昭和30年7月1日 芝山町 | 芝山町           | 芝山町           |
| 武射郡           | 新井田村         |                  |                     | 二川村           | 明治30年4月1日 山武郡成立 | 二川村              | 昭和30年7月1日 芝山町 | 芝山町           | 芝山町           |
| 武射郡           | 新井田新田       |                  |                     | 二川村           | 明治30年4月1日 山武郡成立 | 二川村              | 昭和30年7月1日 芝山町 | 芝山町           | 芝山町           |
| 武射郡           | 上吹入村         |                  |                     | 二川村           | 明治30年4月1日 山武郡成立 | 二川村              | 昭和30年7月1日 芝山町 | 芝山町           | 芝山町           |
| 武射郡           | 下吹入村         |                  |                     | 二川村           | 明治30年4月1日 山武郡成立 | 二川村              | 昭和30年7月1日 芝山町 | 芝山町           | 芝山町           |
| 武射郡           | 牧野村           |                  |                     | 二川村           | 明治30年4月1日 山武郡成立 | 二川村              | 昭和30年7月1日 芝山町 | 芝山町           | 芝山町           |
| 武射郡           | 高田村           |                  |                     | 二川村           | 明治30年4月1日 山武郡成立 | 二川村              | 昭和30年7月1日 芝山町 | 芝山町           | 芝山町           |
| 武射郡           | 大台村           |                  |                     | 二川村           | 明治30年4月1日 山武郡成立 | 二川村              | 昭和30年7月1日 芝山町 | 芝山町           | 芝山町           |
| 下埴生郡         |                  | 駒井野村一部分   | 駒井野村一部分      | 遠山村 一部分    | 明治30年4月1日 編入印旛郡 | 遠山村 一部分       | 昭和28年 編入千代田村 | 芝山町           | 芝山町           |

## 人口
| 芝山町人口分布圖 |                                               |  |
| 芝山町與日本全國年齡別人口分布比較圖 （2005年資料） | 芝山町的年齡、男女別人口分布圖 （2005年資料） |  |
| ■紫色是芝山町 ■綠色是全国 | ■藍色是男性 ■紅色是女性                       |  |
| 芝山町人口變化 \| 1970年 \| 8,198人 \| \| \| 1975年 \| 7,873人 \| \| \| 1980年 \| 7,971人 \| \| \| 1985年 \| 8,331人 \| \| \| 1990年 \| 8,347人 \| \| \| 1995年 \| 8,517人 \| \| \| 2000年 \| 8,401人 \| \| \| 2005年 \| 8,389人 \| \| \| 2010年 \| 7,920人 \| \| \| 2015年 \| 7,431人 \| \| \| 2020年 \| 7,033人 \| \| |                                               |  |
| 資料來源：日本總務省統計中心提供之人口普查數據 |                                               |  |
| 1970年 | 8,198人                                       |  |
| 1975年 | 7,873人                                       |  |
| 1980年 | 7,971人                                       |  |
| 1985年 | 8,331人                                       |  |
| 1990年 | 8,347人                                       |  |
| 1995年 | 8,517人                                       |  |
| 2000年 | 8,401人                                       |  |
| 2005年 | 8,389人                                       |  |
| 2010年 | 7,920人                                       |  |
| 2015年 | 7,431人                                       |  |
| 2020年 | 7,033人                                       |  |

## 行政
- 町長：相川勝重（日语：相川勝重）（あいかわ かつしげ，第五任）

## 經濟
芝山町緊鄰機場，臨空工業團地（芝山第2工業團地、空港南部工業團地）等有許多企業進駐，為依據國家構造改革特別區域法成立的國際機場特區一部分。因此，本町的就業機會、物業稅收入等皆優於鄰近市町村，是普通交付稅
不交付團體。

### 第一級產業
農業從事者多，約占總人口30%左右。近年西瓜與花的產量增加。

### 第二級產業
町內有芝山（向野地區－千葉縣企業廳。木崎地区－千葉縣社區營造公社）、第2芝山（千葉縣企業廳）、機場南部（千葉縣企業廳）三處工業團地。芝山工業團地內有日本奧的斯電梯的電梯試驗塔「芝山測試塔」（高154.2公尺，地上39層）。此外現在物流園區也不斷擴展。

### 第三級產業
町內主要物流據點
- 郵船物流（日语：郵船ロジスティクス）成田物流中心（NLC）
- 福山通運（日语：福山通運）成田流通中心
- 西日本鐵道成田物流中心
- SEINO通關（日语：西濃運輸）（セイノー通関）成田物流中心
- 西濃辛克（日语：西濃運輸）（西濃シェンカー）成田物流中心
- DHL成田物流中心
- ProLogis（日语：プロロジス） Park成田3
- 川崎物流（日语：ケイラインロジスティックス）成田物流中心
- 阿爾卑斯物流（日语：アルプス電気）成田營業所、航空事業中心
- 東芝物流成田航空貨運中心
- 近鐵運通成田總站
- 丸紅物流成田營業所
- 日立物流（日语：日立物流）成田航空中心
- 阪急阪神國際運通（日语：阪急阪神エクスプレス）成田貨運總站

## 地域

### 教育

#### 中學校
- 芝山町立芝山中學校

#### 小學校
- 芝山町立芝山小學校
- 芝山町立東小學校
- 芝山町立菱田小學校

#### 專修學校
- 動物植被學院（日语：アニマル・ベジテイション・カレッジ）

## 交通

### 機場
- 成田国際機場

### 鐵路
芝山鐵道
- 芝山鐵道線：芝山千代田站

### 路線巴士
- JR巴士關東（成田站 - 芝山千代田站 - 三里塚 - 多古 - 八日市場站）
- 千葉交通
- 成田空港交通（日语：成田空港交通）
- 芝山接觸巴士（日语：芝山ふれあいバス）（委託芝山交通（日语：芝山交通））

### 機場接駁巴士
- 橫芝屋形海岸、蓮沼、松尾、芝山千代田站 - 成田機場（千葉交通）

### 高速巴士
- 東京站八重洲南口 - 芝山千代田站、八日市場站、匝瑳市役所（JR巴士關東、千葉交通）

### 道路
- 一般國道
  - 國道296號（日语：国道296号）
- 主要地方道
  - 千葉縣道62號成田松尾線（日语：千葉県道62号成田松尾線）（芝山埴輪道（日语：芝山はにわ道））
  - 千葉縣道43號八街三里塚線（日语：千葉県道43号八街三里塚線）
  - 千葉縣道45號八日市場八街線（日语：千葉県道45号八日市場八街線）
- 一般縣道
  - 千葉縣道106號八日市場佐倉線（日语：千葉県道106号八日市場佐倉線）
  - 千葉縣道112號成田成東線（日语：千葉県道112号成田成東線）
  - 千葉縣道290號大里小池線（日语：千葉県道290号大里小池線）

## 名勝、古蹟、觀光地、祭典、活動
芝山仁王尊觀音教寺
創建於781年的天台宗古刹，江戶時代與成田山新勝寺（成田不動）同為民間信仰中心。以安放在仁王門的仁王像與本尊厄除十一面觀世音菩薩聞名。院前的三重塔已被列為千葉縣有形文化財。
航空科學博物館
日本第一座展示飛機歷史、技術的航空博物館。館內展示日本首次飛行的Farman III雙翼機複葉機全尺寸模型與飛機實體引擎，另有飛行模擬器可體驗。5樓的360度展望台可觀賞成田機場飛機起降。室外有戰後第一隻國產客機「YS-11試作1號機」。
芝山公園
占地15公頃的園內除了梅花與草地外，還有千葉縣有形文化財的江戶時代農家（舊藪家住宅），以及休閒設施、棒球場、迷你兒童活動場等。
芝山古墳·埴輪博物館
芝山公園內，展示縣內、九十九里地方出土的埴輪與古墳時代（3世紀末〜7世紀）考古遺跡。
埴輪祭
1982年起每年11月第2個星期日舉行。
Satellite成田·f-keiba成田
競輪場外車券售場、場外勝馬投票券發售所。

## 備註
1. ↑  朝日新聞－「頭にきて眠れず」森田知事 （页面存档备份，存于） (2009.10)
2. ↑  全国町村会－地域と空港と「真の共栄」を目指して～千葉県芝山町長・相川勝重(全国町村会) 的存檔，存档日期2011-11-10.
3. ↑  角川日本地名大辞典編纂委員会『角川日本地名大辞典 12 千葉県』、角川書店、1984年 ISBN 4040011201より

## 外部連結
- 千葉縣芝山町 （页面存档备份，存于）